# 林登巴赫河 (卡爾河支流)
50°7′16.58″N 9°18′3.28″E / 50.1212722°N 9.3009111°E

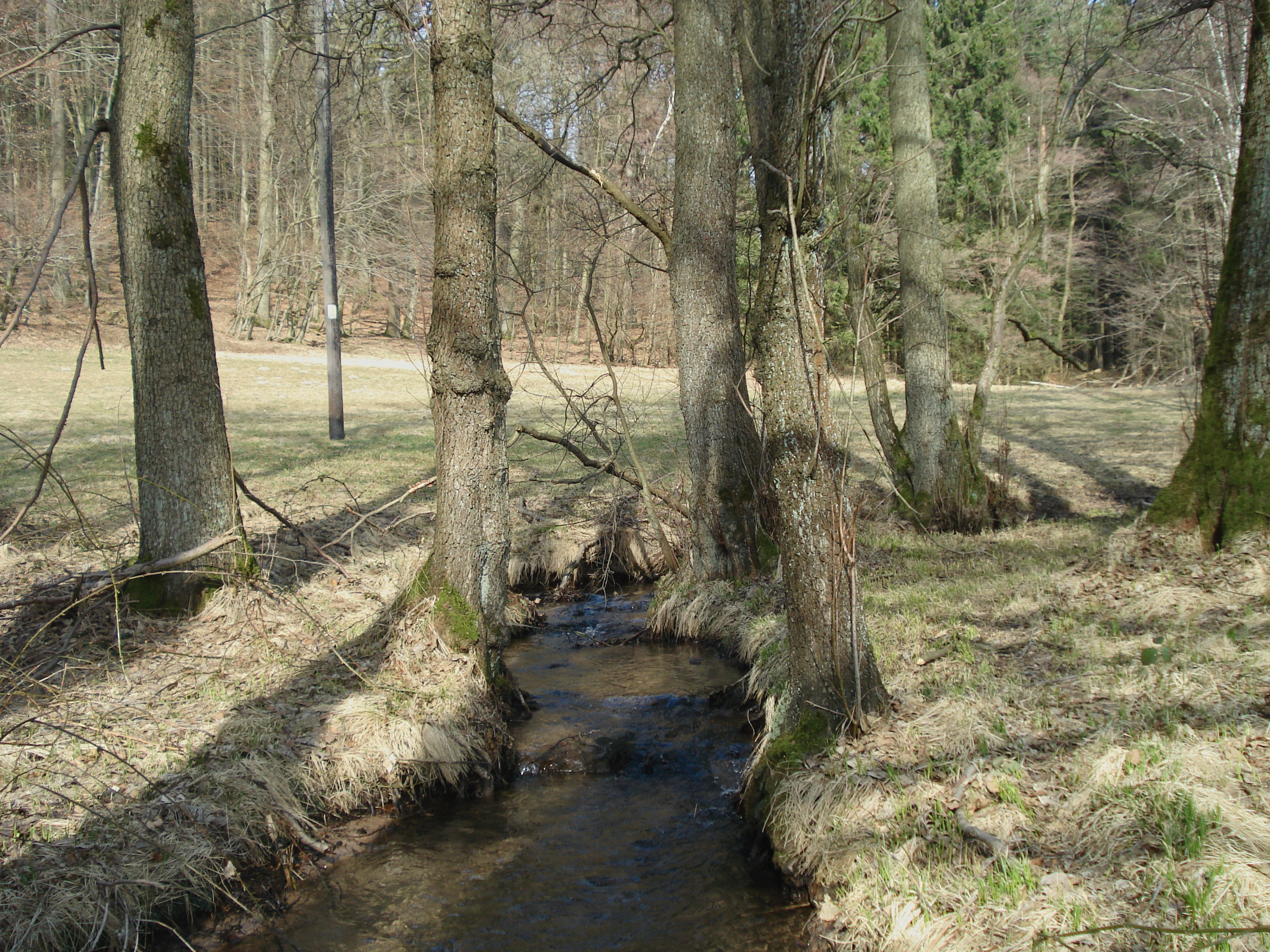

林登巴赫河（德語：Lindenbach），是德國的河流，位於該國東南部，由巴伐利亞負責管轄，屬於卡爾河的右支流，河道全長1.1公里，流域面積2.2平方公里。